# Statistiche e record di Jo-Wilfried Tsonga
| Finali in carriera                                                |                   |       |       |     |      |
| Specialità                                                        | Categoria         | Vinte | Perse | Tot | V %  |
| Singolare                                                         | Grande Slam       | 0     | 1     | 1   | 0%   |
| Singolare                                                         | Giochi olimpici   | –     | –     | –   | –    |
| Singolare                                                         | Tour Finals       | 0     | 1     | 1   | 0%   |
| Singolare                                                         | ATP Masters 10001 | 2     | 2     | 4   | 50%  |
| Singolare                                                         | ATP Tour 500      | 2     | 4     | 6   | 33%  |
| Singolare                                                         | ATP Tour 250      | 14    | 4     | 18  | 78%  |
| Singolare                                                         | Totale            | 18    | 12    | 30  | 60%  |
| Doppio                                                            | Grande Slam       | –     | –     | –   | –    |
| Doppio                                                            | Giochi olimpici   | 0     | 1     | 1   | 0%   |
| Doppio                                                            | Tour Finals       | –     | –     | –   | –    |
| Doppio                                                            | ATP Masters 10001 | 1     | 0     | 1   | 100% |
| Doppio                                                            | ATP Tour 500      | –     | –     | –   | –    |
| Doppio                                                            | ATP Tour 250      | 3     | 3     | 6   | 50%  |
| Doppio                                                            | Totale            | 4     | 4     | 8   | 50%  |
| Totale                                                            | Totale            | 22    | 16    | 38  | 58%  |
| 1 Conosciuti in precedenza come "ATP Masters Series" (2004–2008). |                   |       |       |     |      |

In questa pagina sono riportate le statistiche e i record realizzati da Jo-Wilfried Tsonga durante la carriera tennistica.

## Statistiche

### Singolare

#### Vittorie (18)
| Legenda                                          |
| Grande Slam (0)                                  |
| Tennis Masters Cup / ATP Finals (0)              |
| ATP Masters Series / ATP Masters 1000 (2)        |
| ATP International Series Gold / ATP Tour 500 (2) |
| ATP International Series / ATP Tour 250 (14)     |

| Numero | Data              | Torneo                                     | Superficie  | Avversario in finale  | Punteggio           |
| 1.     | 28 settembre 2008 | Thailand Open, Bangkok                     | Cemento (i) | Novak Đoković         | 7-6(4), 6-4         |
| 2.     | 2 novembre 2008   | Paris Masters, Parigi                      | Cemento (i) | David Nalbandian      | 6-3, 4-6, 6-4       |
| 3.     | 8 febbraio 2009   | SA Tennis Open, Johannesburg               | Cemento     | Jérémy Chardy         | 6-4, 7-6(5)         |
| 4.     | 22 febbraio 2009  | Open 13 Provence, Marsiglia (1)            | Cemento (i) | Michaël Llodra        | 7-5, 7-6(3)         |
| 5.     | 11 ottobre 2009   | Japan Open Tennis Championships, Tokyo     | Cemento     | Michail Južnyj        | 6-3, 6-3            |
| 6.     | 25 settembre 2011 | Moselle Open, Metz (1)                     | Cemento (i) | Ivan Ljubičić         | 6-3, 6(4)-7, 6-3    |
| 7.     | 30 ottobre 2011   | Vienna Open, Vienna                        | Cemento (i) | Juan Martín del Potro | 6(5)-7, 6-3, 6-4    |
| 8.     | 7 gennaio 2012    | Qatar Open, Doha                           | Cemento     | Gaël Monfils          | 7-5, 6-4            |
| 9.     | 23 settembre 2012 | Moselle Open, Metz (2)                     | Cemento (i) | Andreas Seppi         | 6-1, 6-2            |
| 10.    | 24 febbraio 2013  | Open 13 Provence, Marsiglia (2)            | Cemento (i) | Tomáš Berdych         | 3-6, 7-6(6), 6-4    |
| 11.    | 10 agosto 2014    | Canadian Open, Toronto                     | Cemento     | Roger Federer         | 7-5, 7-6(3)         |
| 12.    | 27 settembre 2015 | Moselle Open, Metz (3)                     | Cemento (i) | Gilles Simon          | 7-6(5), 1-6, 6-2    |
| 13.    | 19 febbraio 2017  | Rotterdam Open, Rotterdam                  | Cemento (i) | David Goffin          | 4-6, 6-4, 6-1       |
| 14.    | 26 febbraio 2017  | Open 13 Provence, Marsiglia (3)            | Cemento (i) | Lucas Pouille         | 6-4, 6-4            |
| 15.    | 27 maggio 2017    | Open Parc Auvergne-Rhône-Alpes Lyon, Lione | Terra rossa | Tomáš Berdych         | 7-6(2), 7-5         |
| 16.    | 22 ottobre 2017   | European Open, Anversa                     | Cemento (i) | Diego Schwartzman     | 6-3, 7-5            |
| 17.    | 10 febbraio 2019  | Open Sud de France, Montpellier            | Cemento (i) | Pierre-Hugues Herbert | 6-4, 6-2            |
| 18.    | 22 settembre 2019 | Moselle Open, Metz (4)                     | Cemento (i) | Aljaž Bedene          | 6(4)-7, 7-6(6), 6-3 |

#### Finali perse (12)
| Legenda                                          |
| Grande Slam (1)                                  |
| Tennis Masters Cup / ATP Finals (1)              |
| ATP Masters Series / ATP Masters 1000 (2)        |
| ATP International Series Gold / ATP Tour 500 (4) |
| ATP International Series / ATP Tour 250 (4)      |

| Numero | Data              | Torneo                             | Superficie  | Avversario in finale | Punteggio          |
| 1.     | 27 gennaio 2008   | Australian Open, Melbourne         | Cemento     | Novak Đoković        | 6-4 4-6 3-6 6(2)-7 |
| 2.     | 13 febbraio 2011  | Rotterdam Open, Rotterdam          | Cemento (i) | Robin Söderling      | 3-6, 6-3, 3-6      |
| 3.     | 13 giugno 2011    | Queen's Club Championships, Londra | Erba        | Andy Murray          | 6-3, 6(2)-7, 4-6   |
| 4.     | 13 novembre 2011  | Paris Masters, Parigi              | Cemento (i) | Roger Federer        | 1-6, 6(3)-7        |
| 5.     | 27 novembre 2011  | ATP World Tour Finals, Londra      | Cemento (i) | Roger Federer        | 3-6, 7-6(6), 3-6   |
| 6.     | 7 ottobre 2012    | China Open, Pechino                | Cemento     | Novak Đoković        | 6(4)-7, 2-6        |
| 7.     | 21 ottobre 2012   | Stockholm Open, Stoccolma          | Cemento (i) | Tomáš Berdych        | 6-4, 4-6, 4-6      |
| 8.     | 22 settembre 2013 | Moselle Open, Metz                 | Cemento (i) | Gilles Simon         | 4-6, 3-6           |
| 9.     | 23 febbraio 2014  | Open 13 Provence, Marsiglia        | Cemento (i) | Ernests Gulbis       | 6(5)-7, 4-6        |
| 10.    | 18 ottobre 2015   | Shanghai Masters, Shanghai         | Cemento     | Novak Đoković        | 2-6, 4-6           |
| 11.    | 30 ottobre 2016   | Vienna Open, Vienna                | Cemento (i) | Andy Murray          | 3-6, 6(6)-7        |
| 12.    | 29 ottobre 2017   | Vienna Open, Vienna (2)            | Cemento (i) | Lucas Pouille        | 1-6, 4-6           |

### Doppio

#### Vittorie (4)
| Legenda                                          |
| Grande Slam (0)                                  |
| Tennis Masters Cup / ATP Finals (0)              |
| ATP Masters Series / ATP Masters 1000 (1)        |
| ATP International Series Gold / ATP Tour 500 (0) |
| ATP International Series / ATP Tour 250 (3)      |

| Numero | Data            | Torneo                           | Superficie    | Compagno           | Avversari in finale                  | Punteggio        |
| 1.     | 29 ottobre 2007 | Open Sud de France, Lione        | Sintetico (i) | Sébastien Grosjean | Łukasz Kubot Lovro Zovko             | 6-4, 6-3         |
| 2.     | 13 gennaio 2008 | Sydney International, Sydney     | Cemento       | Richard Gasquet    | Bob Bryan Mike Bryan                 | 4-6, 6-4, [11-9] |
| 3.     | 11 gennaio 2009 | Brisbane International, Brisbane | Cemento       | Marc Gicquel       | Fernando Verdasco Miša Zverev        | 6-4, 6-3         |
| 4.     | 18 ottobre 2009 | Shanghai Masters, Shanghai       | Cemento       | Julien Benneteau   | Mariusz Fyrstenberg Marcin Matkowski | 6-2, 6-4         |

#### Finali perse (4)
| Legenda                                          |
| Grande Slam (0)                                  |
| Ori olimpici (1)                                 |
| Tennis Masters Cup / ATP Finals (0)              |
| ATP Masters Series / ATP Tour Masters 1000 (0)   |
| ATP International Series Gold / ATP Tour 500 (0) |
| ATP International Series / ATP Tour 250 (3)      |

| Numero | Data              | Torneo                  | Superficie  | Compagno         | Avversari in finale                  | Punteggio            |
| 1.     | 20 febbraio 2011  | Open 13, Marsiglia (1)  | Cemento (i) | Julien Benneteau | Robin Haase Ken Skupski              | 3-6, 7-6(4), [11-13] |
| 2.     | 26 febbraio 2012  | Open 13, Marsiglia (2)  | Cemento (i) | Dustin Brown     | Nicolas Mahut Édouard Roger-Vasselin | 6-3, 3-6, [6-10]     |
| 3.     | 4 agosto 2012     | Giochi Olimpici, Londra | Erba        | Michaël Llodra   | Bob Bryan Mike Bryan                 | 4-6, 6(2)-7          |
| 4.     | 22 settembre 2013 | Moselle Open, Metz      | Cemento     | Nicolas Mahut    | Raven Klaasen Johan Brunström        | 4-6, 6(5)-7          |

## Risultati in progressione
| V | F | SF | QF | #T | RR | Q# | A | Z# | PO | O | F-A | SF-B | ND |

(V) Torneo vinto; raggiunto (F) finale, (SF) semifinale, (QF) quarti di finale, (#T) turni 4, 3, 2, 1; (RR) round - robin; (Q#) Turno di qualificazione; (A) assente dal torneo; (Z#) Zona gruppo Coppa Davis/Fed Cup (con indicazione numero); (PO) play-off Coppa Davis o Fed Cup; vinto un (O) oro, (F-A) argento o (SF-B) bronzo ai Giochi Olimpici; (ND) torneo non disputato.
Aggiornato a fine US Open 2021
| Tornei                      | 2004                   | 2005                   | 2006                   | 2007                   | 2008                   | 2009          | 2010                          | 2011                          | 2012                          | 2013                          | 2014                          | 2015                          | 2016                          | 2017                          | 2018                          | 2019                          | 2020                          | 2021                          | Titoli   | V–S      | Vittorie % |
| --------------------------- | ---------------------- | ---------------------- | ---------------------- | ---------------------- | ---------------------- | ------------- | ----------------------------- | ----------------------------- | ----------------------------- | ----------------------------- | ----------------------------- | ----------------------------- | ----------------------------- | ----------------------------- | ----------------------------- | ----------------------------- | ----------------------------- | ----------------------------- | -------- | -------- | ---------- |
| Tornei Grande Slam          |                        |                        |                        |                        |                        |               |                               |                               |                               |                               |                               |                               |                               |                               |                               |                               |                               |                               |          |          |            |
| Australian Open             | A                      | A                      | A                      | 1T                     | F                      | QF            | SF                            | 3T                            | 4T                            | QF                            | 4T                            | A                             | 4T                            | QF                            | 3T                            | 2T                            | 1T                            | A                             | 0 / 13   | 37–13    | 74%        |
| Roland Garros               | Q2                     | 1T                     | A                      | A                      | A                      | 4T            | 4T                            | 3T                            | QF                            | SF                            | 4T                            | SF                            | 3T                            | 1T                            | A                             | 1T                            | A                             | 1T                            | 0 / 12   | 28–12    | 70%        |
| Wimbledon                   | A                      | A                      | A                      | 4T                     | A                      | 3T            | QF                            | SF                            | SF                            | 2T                            | 4T                            | 3T                            | QF                            | 3T                            | A                             | 3T                            | ND                            | 1T                            | 0 / 12   | 32–12    | 73%        |
| US Open                     | Q2                     | A                      | A                      | 3T                     | 3T                     | 4T            | A                             | QF                            | 2T                            | A                             | 4T                            | QF                            | QF                            | 2T                            | A                             | 1T                            | A                             | A                             | 0 / 10   | 25-10    | 71%        |
| Vittorie-Sconfitte          | 0–0                    | 0–1                    | 0–0                    | 5–3                    | 8–2                    | 12–4          | 12–3                          | 13–4                          | 13–4                          | 10–3                          | 12–4                          | 11–3                          | 13–4                          | 7–4                           | 2-1                           | 4–4                           | 0–1                           | 0–2                           | 0 / 47   | 121–47   | 72%        |
| ATP World Tour Masters 1000 |                        |                        |                        |                        |                        |               |                               |                               |                               |                               |                               |                               |                               |                               |                               |                               |                               |                               |          |          |            |
| Indian Wells                | A                      | A                      | A                      | A                      | 4T                     | 3T            | 4T                            | 2T                            | 4T                            | QF                            | 2T                            | A                             | QF                            | 2T                            | A                             | A                             | ND                            | A                             | 0 / 9    | 13–9     | 59%        |
| Miami                       | A                      | A                      | A                      | A                      | 3T                     | QF            | QF                            | 3T                            | QF                            | 4T                            | 4T                            | 3T                            | 3T                            | A                             | A                             | A                             | ND                            | A                             | 0 / 9    | 17–9     | 65%        |
| Monte Carlo                 | A                      | A                      | A                      | A                      | A                      | A             | 3T                            | 2T                            | QF                            | SF                            | QF                            | 3T                            | SF                            | 2T                            | A                             | 1T                            | ND                            | A                             | 0 / 9    | 14–9     | 61%        |
| Madrid                      | A                      | A                      | A                      | A                      | 3T                     | 2T            | 2T                            | 3T                            | 3T                            | QF                            | 3T                            | 3T                            | 3T                            | 2T                            | A                             | A                             | ND                            | A                             | 0 / 10   | 12–9     | 57%        |
| Roma                        | A                      | A                      | A                      | A                      | 1T                     | 1T            | QF                            | 2T                            | QF                            | 2T                            | 3T                            | 2T                            | A                             | A                             | A                             | 1T                            | A                             | A                             | 0 / 9    | 8–9      | 47%        |
| Montreal/Toronto            | A                      | A                      | A                      | A                      | A                      | SF            | A                             | SF                            | 2T                            | A                             | V                             | QF                            | A                             | 2T                            | A                             | A                             | ND                            | A                             | 1 / 6    | 16–5     | 76%        |
| Cincinnati                  | A                      | A                      | A                      | A                      | A                      | 2T            | A                             | 2T                            | A                             | A                             | 1T                            | 1T                            | 3T                            | 2T                            | A                             | A                             | A                             | A                             | 0 / 6    | 2–6      | 25%        |
| Shanghai                    | Non ATP Masters Series | Non ATP Masters Series | Non ATP Masters Series | Non ATP Masters Series | Non ATP Masters Series | 3T            | QF                            | 2T                            | QF                            | SF                            | A                             | F                             | QF                            | A                             | A                             | A                             | ND                            | ND                            | 0 / 8    | 17–7     | 71%        |
| Parigi                      | 2T                     | A                      | A                      | 2T                     | V                      | QF            | A                             | F                             | QF                            | 2T                            | 3T                            | 3T                            | QF                            | 2T                            | 1T                            | QF                            | A                             | A                             | 1 / 13   | 21–12    | 64%        |
| Vittorie-Sconfitte          | 1–1                    | 0–0                    | 0–0                    | 1–1                    | 10–5                   | 11–8          | 11–6                          | 13–9                          | 14–8                          | 13–7                          | 14–7                          | 14–8                          | 14–7                          | 1-4                           | 0–1                           | 3–4                           | 0–0                           | 0–0                           | 2 / 79   | 61%      | 61%        |
| Nazionale                   |                        |                        |                        |                        |                        |               |                               |                               |                               |                               |                               |                               |                               |                               |                               |                               |                               |                               |          |          |            |
| Giochi Olimpici             | A                      | Non disputati          | Non disputati          | Non disputati          | A                      | Non disputati | Non disputati                 | Non disputati                 | QF                            | Non disputati                 | Non disputati                 | Non disputati                 | 2T                            | Non disputati                 | Non disputati                 | Non disputati                 | Non disputati                 | A                             | 0 / 2    | 4–2      | 67%        |
| Coppa Davis                 | A                      | A                      | A                      | A                      | QF                     | 1T            | F                             | SF                            | QF                            | QF                            | F                             | QF                            | SF                            | V                             | F                             | RR                            | A                             | A                             | 1 / 12   | 22–10    | 69%        |
| Statistiche carriera        |                        |                        |                        |                        |                        |               |                               |                               |                               |                               |                               |                               |                               |                               |                               |                               |                               |                               |          |          |            |
|                             | 2004                   | 2005                   | 2006                   | 2007                   | 2008                   | 2009          | 2010                          | 2011                          | 2012                          | 2013                          | 2014                          | 2015                          | 2016                          | 2017                          | 2018                          | 2019                          | 2020                          | 2021                          | Carriera | Carriera | Carriera   |
| Finali raggiunte            | 0                      | 0                      | 0                      | 0                      | 3                      | 3             | 0                             | 6                             | 4                             | 2                             | 2                             | 2                             | 1                             | 5                             | 0                             | 2                             | 0                             | 0                             | 30       | 30       | 30         |
| Titoli                      | 0                      | 0                      | 0                      | 0                      | 2                      | 3             | 0                             | 2                             | 2                             | 1                             | 1                             | 1                             | 0                             | 4                             | 0                             | 2                             | 0                             | 0                             | 18       | 18       | 18         |
| Cemento V–S                 | 2–2                    | 0–0                    | 0–0                    | 6–7                    | 27–11                  | 41–14         | 19–10                         | 38–15                         | 36–16                         | 23–10                         | 22–12                         | 20–9                          | 25–11                         | 27-10                         | 5–7                           | 24–12                         | 0–2                           | 1–3                           | 17 / 158 | 315–150  | 68%        |
| Erba V–S                    | 0–0                    | 0–0                    | 0–0                    | 5–2                    | 0–0                    | 2–2           | 4–1                           | 10–3                          | 9–3                           | 4–2                           | 4–2                           | 2–2                           | 4–1                           | 3–2                           | 0–0                           | 4–3                           | 0–0                           | 0–2                           | 0 / 24   | 51–25    | 68%        |
| Terra V–S                   | 0–0                    | 0–1                    | 0–0                    | 0–0                    | 4–2                    | 8–4           | 8–5                           | 7–6                           | 10–6                          | 12–4                          | 10–5                          | 10–5                          | 8–5                           | 7–2                           | 0–0                           | 6–5                           | 0–0                           | 0–3                           | 1 / 52   | 90–53    | 63%        |
| Sintetico V–S               | 0–0                    | 0–0                    | 0–0                    | 3–1                    | 3–1                    | 2–0           | Superficie non più utilizzata | Superficie non più utilizzata | Superficie non più utilizzata | Superficie non più utilizzata | Superficie non più utilizzata | Superficie non più utilizzata | Superficie non più utilizzata | Superficie non più utilizzata | Superficie non più utilizzata | Superficie non più utilizzata | Superficie non più utilizzata | Superficie non più utilizzata | 8–2      | 8–2      | 80%        |
| Totale V–S                  | 2–2                    | 0–1                    | 0–0                    | 14–10                  | 34–14                  | 53–20         | 31–16                         | 55–24                         | 55–25                         | 39–16                         | 36–19                         | 32–16                         | 37–17                         | 38–15                         | 5–7                           | 34–20                         | 0–2                           | 1–8                           | 18 / 237 | 465–231  | 67%        |
| Vittorie %                  | 50%                    | 0%                     | –                      | 58%                    | 71%                    | 73%           | 66%                           | 70%                           | 69%                           | 71%                           | 65%                           | 67%                           | 69%                           | 73%                           | 42%                           | 63%                           | 0%                            | 11%                           | 66.81%   | 66.81%   | 66.81%     |
| Ranking fine anno           | 157                    | 345                    | 212                    | 43                     | 6                      | 10            | 13                            | 6                             | 8                             | 10                            | 12                            | 10                            | 12                            | 15                            | 239                           | 29                            | 62                            |                               |          |          |            |

## Vittorie contro i top-10 per stagione
| Anno | Numero | Avversario            | Ranking | Torneo                                      | Superficie     | Turno | Punteggio                          |
| 2004 | 1.     | Carlos Moyá           | 6       | China Open, Pechino                         | Cemento        | 1T    | 6–3, 6–3                           |
| 2008 | 2.     | Andy Murray           | 9       | Australian Open, Melbourne                  | Cemento        | 1T    | 7–5, 6–4, 0–6, 7–6(7-5)            |
| 2008 | 3.     | Richard Gasquet       | 8       | Australian Open, Melbourne                  | Cemento        | 4T    | 6–2, 6–7(5-7), 7–6(8-6), 6–3       |
| 2008 | 4.     | Rafael Nadal          | 2       | Australian Open, Melbourne                  | Cemento        | SF    | 6–2, 6–3, 6–2                      |
| 2008 | 5.     | Novak Đoković         | 3       | Thailand Open, Bangkok                      | Cemento        | F     | 7–6(7-4), 6–4                      |
| 2008 | 6.     | Novak Đoković         | 3       | BNP Paribas Masters, Parigi                 | Cemento indoor | 3T    | 6–4, 1–6, 6–3                      |
| 2008 | 7.     | Andy Roddick          | 7       | BNP Paribas Masters, Parigi                 | Cemento indoor | QF    | 5–7, 6–4, 7–6(7-5)                 |
| 2008 | 8.     | David Nalbandian      | 8       | BNP Paribas Masters, Parigi                 | Cemento indoor | F     | 6–3, 4–6, 6–4                      |
| 2008 | 9.     | Novak Đoković         | 3       | Tennis Masters Cup, Shanghai                | Cemento indoor | RR    | 6–3, 4–6, 6–3                      |
| 2009 | 10.    | James Blake           | 10      | Australian Open, Melbourne                  | Cemento        | 4T    | 6–4, 6–4, 7–6(7-3)                 |
| 2009 | 11.    | Novak Đoković         | 3       | Open 13, Marsiglia                          | Cemento indoor | SF    | 6–4, 7–6(7-1)                      |
| 2009 | 12.    | Gilles Simon          | 8       | Miami Masters, Miami                        | Cemento        | 4T    | 6–7(4-7), 6–3, 6–2                 |
| 2009 | 13.    | Gilles Simon          | 9       | Rogers Cup, Montréal                        | Cemento        | 3T    | 6–3, 6–3                           |
| 2009 | 14.    | Roger Federer         | 1       | Rogers Cup, Montréal                        | Cemento        | QF    | 7–6(7-5), 1–6, 7–6(7-3)            |
| 2010 | 15.    | Novak Đoković         | 3       | Australian Open, Melbourne                  | Cemento        | QF    | 7–6(10-8), 6–7(5-7), 1–6, 6–3, 6–1 |
| 2011 | 16.    | Nicolás Almagro       | 9       | Mutua Madrileña Madrid Open, Madrid         | Terra rossa    | 1T    | 6–1, 6–3                           |
| 2011 | 17.    | Rafael Nadal          | 1       | Queen's Club Championships, Londra          | Erba           | QF    | 6–7(3-7), 6–4, 6–1                 |
| 2011 | 18.    | David Ferrer          | 6       | Wimbledon, Londra                           | Erba           | 4T    | 6–3, 6–4, 7–6(7-1)                 |
| 2011 | 19.    | Roger Federer         | 3       | Wimbledon, Londra                           | Erba           | QF    | 3–6, 6–7(3-7), 6–4, 6–4, 6–4       |
| 2011 | 20.    | Roger Federer         | 3       | Rogers Cup, Montréal                        | Cemento        | 3T    | 7–6(7-3), 4–6, 6–1                 |
| 2011 | 21.    | Nicolás Almagro       | 10      | Rogers Cup, Montréal                        | Cemento        | QF    | 6–4, 6–4                           |
| 2011 | 22.    | Mardy Fish            | 8       | US Open, New York                           | Cemento        | 4T    | 6–4, 6–7(5-7), 3–6, 6–4, 6–2       |
| 2011 | 23.    | Mardy Fish            | 8       | ATP World Tour Finals, Londra               | Cemento indoor | RR    | 7–6(7-4), 6–1                      |
| 2011 | 24.    | Rafael Nadal          | 2       | ATP World Tour Finals, Londra               | Cemento indoor | RR    | 7–6(7-2), 4–6, 6–3                 |
| 2011 | 25.    | Tomáš Berdych         | 7       | ATP World Tour Finals, Londra               | Cemento indoor | SF    | 6–3, 7–5                           |
| 2012 | 26.    | Juan Martín del Potro | 9       | Internazionali BNL d'Italia, Roma           | Terra rossa    | 3T    | 6–4, 6–1                           |
| 2013 | 27.    | Richard Gasquet       | 10      | Australian Open, Melbourne                  | Cemento        | 4T    | 6–4, 3–6, 6–3, 6–2                 |
| 2013 | 28.    | Tomáš Berdych         | 6       | Open 13, Marsiglia                          | Cemento indoor | F     | 3–6, 7–6(8-6), 6–4                 |
| 2013 | 29.    | Roger Federer         | 3       | Open di Francia, Parigi                     | Terra rossa    | QF    | 7–5, 6–3, 6–3                      |
| 2014 | 30.    | Novak Đoković         | 1       | Rogers Cup, Toronto                         | Cemento        | 3T    | 6–2, 6–2                           |
| 2014 | 31.    | Andy Murray           | 9       | Rogers Cup, Toronto                         | Cemento        | QF    | 7–6(7-5), 4–6, 6–4                 |
| 2014 | 32.    | Grigor Dimitrov       | 8       | Rogers Cup, Toronto                         | Cemento        | SF    | 6–4, 6–3                           |
| 2014 | 33.    | Roger Federer         | 3       | Rogers Cup, Toronto                         | Cemento        | F     | 7–5, 7–6(7-3)                      |
| 2015 | 34.    | Tomáš Berdych         | 4       | Open di Francia, Parigi                     | Terra rossa    | 4T    | 6–3, 6–2, 6–7(5-7), 6–3            |
| 2015 | 35.    | Kei Nishikori         | 5       | Open di Francia, Parigi                     | Terra rossa    | QF    | 6–1, 6–4, 4–6, 3–6, 6–3            |
| 2015 | 36.    | Gilles Simon          | 10      | Moselle Open, Metz                          | Cemento indoor | F     | 7–6(7-5), 1–6, 6–2                 |
| 2015 | 37.    | Kevin Anderson        | 10      | Shanghai Rolex Masters, Shanghai            | Cemento        | QF    | 7–6(8-6), 5–7, 6–4                 |
| 2015 | 38.    | Rafael Nadal          | 7       | Shanghai Rolex Masters, Shanghai            | Cemento        | SF    | 6–4, 0–6, 7–5                      |
| 2016 | 39.    | Roger Federer         | 3       | Monte-Carlo Rolex Masters, Monte Carlo      | Terra rossa    | QF    | 3–6, 6–2, 7–5                      |
| 2016 | 40.    | Richard Gasquet       | 10      | Wimbledon, Londra                           | Erba           | 4T    | 4–2 ritiro                         |
| 2016 | 41.    | Kei Nishikori         | 4       | BNP Paribas Masters, Parigi                 | Cemento indoor | 3T    | 0–6, 6–3, 7–6(7-3)                 |
| 2017 | 42.    | Marin Čilić           | 7       | ABN AMRO World Tennis Tournament, Rotterdam | Cemento indoor | QF    | 7–6(10-8), 7–6(7-5)                |
| 2017 | 43.    | Alexander Zverev      | 5       | Vienna Open, Vienna                         | Cemento indoor | QF    | 7–6(8-6), 6–2                      |
| 2019 | 44.    | Karen Chačanov        | 8       | Citi Open, Washington                       | Cemento        | 2T    | 6–4, 2–6, 7–5                      |
| 2019 | 45.    | Matteo Berrettini     | 9       | Rolex Paris Masters, Parigi                 | Cemento indoor | 2T    | 6–4, 6–3                           |